# Cryptaspasma bipenicilla
Cryptaspasma bipenicilla es una especie de polilla del género Cryptaspasma, categorizada en la tribu Microcorsini, de la subfamilia Olethreutinae.

## Distribución
Se distribuye por Estados Unidos.

## Taxonomía
Fue descrita por Brown & Brown en 2004 y publicada en (Cryptaspasma), Proc. ent. Soc. Wash 204: 289.